# The Vanishing Dagger
The Vanishing Dagger er en amerikansk stumfilm fra 1920 af Edward Kull, John F. Magowan og Eddie Polo.

## Medvirkende
- Eddie Polo som John Edward Grant
- Thelma Percy som Elizabeth Latimer
- C. Norman Hammond som George Latimer
- Laura Oakley som Lady Mary Latimer
- Ray Ripley som Narr
- Karl Silvera som Zan
- Ruth Royce som Sonia
- Thomas G. Lingham som Claypool
- Peggy O'Day som Nell
- Texas Watts som Len
- Arthur Jarvis som Richard Upton
- Leach Cross
- Leslie T. Peacocke
- J. P. McGowan